# Cubo di Necker

Il cubo di Necker

Il cubo di Necker è una illusione ottica pubblicata per la prima volta dallo studioso svizzero di cristallografia Louis Albert Necker nel 1832.

## Caratteristiche

A sinistra il cubo di Necker, a destra il cubo impossibile

Il cubo di Necker è una rappresentazione bidimensionale ambigua. Si tratta di una struttura a linee che corrisponde a una proiezione cavaliera di un cubo. Gli incroci tra due linee non evidenziano quale linea si trovi sopra l'altra e quale sotto, così la rappresentazione è ambigua: non è possibile indicare quale faccia sia rivolta verso l'osservatore e quale sia dietro al cubo. Guardando la figura si può facilmente passare da una interpretazione all'altra, si ha una percezione multistabile.
L'effetto è interessante perché ogni parte della figura è ambigua per sé stessa e il sistema percettivo umano dà un'interpretazione delle parti tale da rendere l'intera figura congruente.
Il cubo di Necker è a volte usato per testare i modelli informatici della visione umana, per comprendere se è in grado di dare un'interpretazione congruente dell'immagine allo stesso modo dell'uomo.
Molte persone percepiscono la faccia in basso a sinistra come la faccia anteriore. Questo dipende probabilmente dal fatto che l'oggetto viene soggettivamente visto da sopra, con la faccia superiore visibile. Il cervello preferisce vedere il cubo da sopra.
Si noti che il cubo di Necker non è un oggetto impossibile in quanto non presenta alcuna incongruenza e può rappresentare perfettamente un cubo reale. Una rappresentazione paradossale di cubo è invece il cubo impossibile.

## Applicazioni
Una variante del cubo di Necker che consiste in due cubi affiancati viene utilizzata in neurofisiologia per valutare i deficit di attenzione in pazienti con lesioni cerebrali. In questo caso si conta quante volte, in un lasso di tempo di 60 secondi, il paziente vede la figura "ribaltarsi". Il numero di ribaltamenti è particolarmente elevato (circa 20 in 60 secondi) in pazienti con lesioni bilaterali del lobo frontale, sede di importanti aree associative preposte, tra l'altro, alla gestione dell'attività motoria task-oriented. Il fatto che i cubi siano due è conseguenza della necessità di discriminare l'attività dei due emisferi.